# Шаровский, Йерухам
Йерухам Шаровский (ивр. ירוחם שרובסקי‎) — израильский дирижёр.
Родился в Буэнос-Айресе, окончил Буэнос-Айресскую консерваторию. Учился игре на флейте и контрабасе, дирижированию и композиции. Затем совершенствовал своё мастерство в Израильской академии музыки под руководством Менди Родана. Получил израильское гражданство.
В 1990 г. по выбору Зубина Меты был удостоен в Израиле звания «Молодой музыкант года» и провёл концерт с Израильским филармоническим оркестром. В 1991 г. Шаровский стал первым израильским дирижёром, гастролировавшим в СССР — с оркестрами из Москвы, Риги и Ярославля. В 1991—1995 гг. руководил оркестром в городе Раанана. В 1998—2005 гг. главный дирижёр Бразильского симфонического оркестра.